# Let It Go (Tim McGraw)
Let It Go è un album in studio del cantante country statunitense Tim McGraw, pubblicato nel 2007.

## Tracce
1. Last Dollar (Fly Away) – 4:30
2. I'm Workin' – 3:40
3. Let It Go – 3:45
4. Whiskey and You – 3:47
5. Suspicions – 5:16
6. Kristofferson – 3:23
7. Put Your Lovin' on Me – 3:34
8. Nothin' to Die For – 4:13
9. Between the River and Me – 3:53
10. Train #10 – 3:58
11. I Need You (con Faith Hill) – 4:08
12. Comin' Home – 4:06
13. Shotgun Rider (con Faith Hill) – 4:21
14. If You're Reading This (live; solo reissue)– 4:12

## Classifiche
| Classifica (2007) | Posizione massima |
| ----------------- | ----------------- |
| Stati Uniti       | 1                 |